# ファイヤーガール
『ファイヤーガール』は、TYPE-MOON（レーベルはTYPE-MOON BOOKS）より刊行の日本のライトノベル作品。著者は、TYPE-MOON所属のシナリオライター・星空めてお。キャラクターデザイン・イラストはBUNBUN。

## 概要
筆者の初の長編小説作品。文体は狂言回しの体裁をなしており、ありふれた日常を描いた学園コメディと、未知なる惑星への冒険譚、魔法や妖精（エルフ）などのファンタジー要素を織り交ぜた作品となっている。第3話までの予定で全て上・下分冊のため全6冊予定であったが、実際には第3話が上・中・下に分冊され、全7冊構成で完結した。

雑誌『TYPE-MOONエース VOL.8』（月刊コンプティーク2013年1月増刊号、角川書店）に『ファイヤーガール 1』と『Fate/Apocrypha』の抜粋版（TYPE-MOON Edition）の小冊子（二タイトル分冊）が収録された。

## ストーリー
青藍高校に入学した日ノ岡ほむらはある日、同学年の少年・東野巧に「魔法使いやんねー？」と部活に勧誘される。そこは、天才数学者によって12年前に発見された虚惑星（ヌテラ）を探索するための、国連所属の探検部だった。

## 登場人物

### 青藍高校探検部
日ノ岡 穂群（ひのおか ほむら）
主人公。青藍高校一年。音羽中出身。探検部の新入部員で初等調査官。
明るくて前向きな性格で、頻繁に軽口を叩く。見た目は可愛らしく愛想も良いが、面倒くさがり屋で飽きっぽく、深く考えるのは苦手。何度か男と付き合ったことがあるが、ただ気が合ったから付き合った程度の関係なので長続きしていない。進学校である青藍高校にほぼ運だけで合格しており、校内の成績は芳しくない。当初は帰宅部であったが、東野からの勧誘で探検部への入部を決意し、いくつかの条件をクリアしたのち正式な探検部員となった。中学2年のときに【80：B】という優秀なIE反応を計測したが、現在では【52：D】にまで下がってしまっている。想定外の出来事が起こり続ける虚惑星で、それでも自分の力で乗り越えようと奮起している。
クラスは「魔法使い」だが見習い。虚惑星では身体能力が向上し、魔法が使えるようになるが、簡単な魔法でさえ失敗するほどの腕でしかない。ただし「火球」の魔法だけは並外れた才覚を表し、小さな炎を無数に増殖させて壁を作ったり、相手の魔法ごと火球群を一点に集めて爆縮させる等の芸当ができる。その尖った才能ゆえか「ファイヤーガール」と呼ばれている。
東野 巧（とうや たくみ）
青藍高校一年。探検部の新入部員で三等調査官。金髪で眼鏡をかけた少年。
よく気がまわり世話を焼くことが好きな人柄だが、そのせいで気苦労が多い。中学時代までは剣道部に所属しておりインターミドルに出るほどの腕前だった。高い身体能力を有しており、探検部に入ってからは即戦力として扱われている。小学校の頃に起きた事件で姉を亡くしており、刑事をしている父親は単身赴任で出張し、母親も家出中なため、実質一人で生活している。真世に好意を抱いており、しばしば彼女の負担が軽くなるように行動している。
クラスは「軽戦士」。虚惑星では身体能力向上のほか、視力が向上するため眼鏡を外している。魔法も使えるようだが得意ではない。二刀流で、探索時には長短二振りの剣で武装する。
御陵 真世（みささぎ まよ）
青藍高校三年。探検部部長で五等調査官。後ろ髪を縛った、ほむらでさえ見入るほどの美少女。
あまり起伏の激しくない性格で、基本的にとぎれとぎれの丁寧語で話す。親友である直が休部し、仲違いをして以来、ほむらたちが入部するまで彼女が一人で探検部を運営させていた。父親が虚惑星探索の権威で、中学生のころから探検部に入るべく正式なレンジャー訓練を受けてきており、実力は東野を上回る。おとなしい性格だが探検部へかける情熱は強い。酒に弱いらしく、トレードマークは金魚。
クラスは「魔法戦士」。虚惑星では転移の影響で妖精種（エルフ）の姿に変異し、髪や肌の色が変わり、地磁気の磁力線を眼で捉えられるようになる。魔法も使用可能で、水の魔法が得意なようである。
藤森 雨乃（ふじもり あめの）
探検部の新入部員で初等調査官。金髪で小柄な少女。
一見すると普通の少女だが、実際は精霊石と呼ばれる虚惑星の鉱物を頭脳として組み込み、様々な技術機関が共同で開発した人型の虚惑星探査機。人間のように精神の成長に合わせてボディも変えられており、現在のボディは第四段階目になる。本格稼働から日が浅く、性格は天真爛漫。開発当初は無感情な様子だったが、稚鮎の介入によって理解力や感情が劇的に成長した。研究の過程で稚鮎の家に居候しており、戸籍も貸し与えられている。大のゲーム好き。
クラスは「ゴーレム」だが本人はこう呼ばれると怒る。探査機だがまだ虚惑星で活動できるスペックではないらしく、探索には参加していない。
稲荷 直（いなり すなお）
青藍高校二年。元探検部部員。短く切った茶髪の少女。
子供の頃から世界の各地を旅して回っていた。それ故か稚鮎と先代部長に誘われて探検部に入部した。しかし入部して半年後、虚惑星で遭難、その時のトラウマと真世との軋轢が原因で退部した。その後入院や登校拒否をしていたが、リハビリであるセパタクロー等の甲斐あって復帰した。大の動物好きだが、動物アレルギー持ちであるため大して触れ合えていない。IE反応は低いが身体能力は高く、天竜でも気に掛けるほどの逸材だが、本人は探検部に戻る気はないらしい。トレードマークは狐と猫を合わせたキツネコ。
クラスは不明。動物格所有者（TAPC）であり、虚惑星ではフェネックに似た狐との憑依者（トランス）となる。かつては使い魔がいたらしいが、現在は失っている。
藤森 稚鮎（ふじもり ちあゆ）
青藍高校の現代文教師。探検部顧問。教師ではあるがやや大人げない言動が目立つ。以前音羽中学校のIE適性試験に試験官として参加しており、ほむらとは面識がある。かつてほむらを勧誘して断られたことを根に持っており彼女の入部を断ったが、自らが提示した条件をクリアすると入部を受け入れた。雨乃の保護者でもあり、何かしらのトラブルが起きた時は回収したりしている。自分の生徒に対し辛辣な言葉が多いが、内心は心配や信頼の念を抱いている。
実は虚惑星を初めて探索した初代の調査官の一人。棚倉や舎人とも同じパーティにいた。舎人によると稚鮎の前ではどんな天才もたいまつに過ぎないらしい。雨乃曰く棚倉と以前付き合っていたらしいが本人は否定しており、詳細は不明。

### 青藍高校生徒
九条 織江（くじょう おりえ）
青藍高校の一年。長い黒髪にカチューシャをした人見知りの少女。ほむらとは同じ音羽中の出身であり、三年間ずっとクラスが一緒だった。高校に進学して当初は彼女とほむらしか帰宅部の生徒がいなかったため、ほむらから友達になろうと何度もアプローチをかけられるが、本人にその気がないのか、会うたびに軽くいなしている。上狛とは親を通じて知り合っており、同じジャズバンドに所属している。バイオリン奏者。
六地蔵 宝（ろくじぞう たから）
青藍高校生徒会長。活発で傍若無人な性格。常にテンションが高く破天荒な言動が目立つが、友人思いで人徳があり皆からは慕われている。真世を親友と呼んでいる。一昨年のミスコンで優勝した実績がある。
山科（やましな）
青藍高校生徒会会計。男子生徒。自由な宝にツッコミをいれてはいつも振り回されている。
鞍馬 貴船（くらま きふね）
青藍高校生徒会書記。東野のクラスメイト。今年度のミスコンで優勝した。

### 他校の探検部
上狛 倖（かみこま さち）
日吉阪高校三年であり、探検部の部長。髪型は少し長めのウルフカット。小柄な体格だが、ワイルドな容姿と男勝りな性格からそれを感じさせない。織江とはバンド仲間で、サックスを担当している。普段から人見知りの激しい織江のことを気にかけており、しばしば気にかけるようほむらに言っている。サックス奏者。
クラスは「吟遊詩人（バード）」。楽器の旋律の魔法を得意とする。運用の効率から、サックスではなくリュートを使っている。本人は万能の能力と言うが、色々な欠点がある。
多賀 太一（たが たいち）
日吉阪高校二年。探検部副部長で五等調査官。上狛とは対照的な巨漢の偉丈夫。寡黙な性格で多くを語ろうとしない。
クラスは「狂戦士（バーサーカー）」。虚惑星では狂戦士化（ウルフェノム）をすることで半人半熊の怪物となる。手甲鉤を装着することで木々や石畳を薙ぎ払うほどの力を得る。味方を巻き込みかねないため、戦闘には上狛のサポートが必要。
棚倉 博介（たなくら ひろすけ）
日吉阪高校探検部の顧問。かつて稚鮎と同じパーティにいた初代の探検部調査官。
天竜 主馬（てんりゅう かずま）
南雲高校三年・探検部部長。天然パーマでがっしりとした体格の青年。
大阪の高校の出身であるためか、関西弁で話す。どんな時でも軽い調子で話しかけるお調子者だが、UNPIEPから選出された虚惑星調査官日本代表。立場上、国際的な活動やメディアへの露出が多い。日本探検部の顔とも称される逸材である。真世の許嫁であり、彼女に何度もアプローチをかけているが、毎回そっけなく扱われている。
佐保 秋穂（さほ あきほ）
日吉坂高校一年。女子好きで、なぜか全サイズの水着を持ち込んでいる。乗り物に弱い。
姫川 閑音（ひめかわ しずね）
苫小牧電波高専一年。ゆるいボブカットの少女。
校内の探検部員では唯一の女子部員。日本で最北端の探検部にいる。部内でのセクハラに悩まされているようだが、扱いに慣れてきたらしい。雨乃に並ならぬ興味を示している。自称“虚惑星最北の魔女”。
クラスは不明。真世とは異なる、国内で唯一の妖精種のタイプになる。分類不明なためウェンディゴ種として仮登録している。ほむら以上の身体能力を有する。
乙丸 弦也（おとまる げんや）
金沢浅野高校一年。通称“マル”。
校内の探検部で唯一の男子部員。それゆえ同じような境遇の姫川と意気投合した。もともと女子高だったために部内での扱いは酷い。同部員の井口さんからは「マルくん」と呼ばれている。
鼎 結理（かなえ ゆり）
日吉坂高校一年。長い黒髪のミステリアスな少女。
本間技研に通っており、主にオリジナル呪文のデザインや路灯のプログラミングなどを行っている。舎人からは神の被造物とはかけ離れた存在と称され、卓越したプログラミング技術を有する。天竜の実の妹。
早瀬（はやせ）
日吉坂高校二年。鼎とは幼馴染の関係で、寝ている鼎をカップでたたき起こすなどの悪戯をしている。絵を描くのが好き。
桃山 雅巳（ももやま まさみ）
日吉坂高校三年。
大嵐 岬（おおぞれ みさき）
南雲高校三年・探検部副部長。髪を掻き上げた細身の青年。
“魔術師（ウィザード）”と呼ばれ卓越した魔法を操る実力者。天竜とは違い真面目な性格で、サマー・アセンブリでは天竜の代わりに司会を務めている。
七久保 小枝（ななくぼ さえ）
南雲高校二年。通称“ナナ”。ヘッドホンがトレードマーク。
関西弁で話す。しっかりした物腰の少女で、サマー・アセンブリのオリエンテーリングの進行役を務めている。去年まで探検部をやめたがっていたらしい。

### 虚惑星
御陵・昴・プレイアデス・ミニュアス・五百津之美須麻流ノ姫（みささぎ・すばる・ぷれいあです・みにゅあす・いおつみすまるのひめ）
虚惑星人（ヌテラリアン）。虚惑星の魔女。通称すばる姫。
虚惑星で住んでいるが純血ではなく、正確には地球人と虚惑星人との間に生まれたハーフ。父親は徳川家斉に仕えた奉行の旗本だったが、家斉に濡れ衣を着せられて追放され、謹慎地にて偶然虚惑星へと飛ばされてやってきた。父親が死んでから千年以上も一人で過ごしていたが、鈴蘭が来てから娘のように育てるようになった。実は御陵の直系の血筋で、真世の先祖になる。魔法のことを塵却術（マテマテカ）と呼び、強力な力を有する。ややおっとりとした性格で、落語を好んでそらんじている。
いきさつは不明だが精霊石を所有しており、その影響で突然凶暴で非情な魔女の人格へと豹変する。そうなると一切の話は通じず、魔法で全てを吹き飛ばそうとする。自分から離れて地球へ戻る選択をした鈴蘭を攻撃し、その事に激昂したほむらによって倒された。その後は鈴蘭と別れることを承諾し、ほむらたちに協力することを約束した。
鈴蘭（すずらん）
虚惑星の狼に育てられた狼少女。
十二、三歳ほどの小柄な少女で、演目じみた古語で話す。常に狼の群れといっしょに行動する。雪割丸を親と呼び、すばる姫を養い親や主人だと思っている。やや攻撃的な性格だが、まだ子供らしい無邪気さや好奇心を残す。ほむらたちを盗人と勘違いし、狼と共に襲ってきた。突然別人のように変わるすばる姫を恐れ、姫とよく似た真世を母代りに誘拐している。腕に壊れたガラガラを巻いている。
実は虚惑星人ではなく、三年前に行方不明になった地球人の赤ん坊。『鈴蘭』はすばる姫に名づけられたもので、本名は小野恵理香。生後一歳余りの時に誘拐され、捜査の手を恐れた誘拐犯によって冬の山中に捨てられ、そのまま行方不明となった。本当の母親がいることに気づいた鈴蘭は、ほむらの説得もあって実の母親のもとへ戻ることを選ぶ。その後、地球に戻り、実の母親との再会を果たした。
雪割丸（ゆきわりまる）
すばる姫に代々使える巨大な白狼。狼の群れの長。
ニホンオオカミを一回り大きくしたような虚惑星の狼の中で、さらにひときわ大きな体躯を誇る。雪のような白毛だが額に灰色の斑があるため、御陵の家訓になぞらえてすばる姫に名づけられた。まだ赤ん坊だった鈴蘭を拾い、それ以来母親のように思われている。鈴蘭からは訓読みにしたセッカチマルとよばれている。

### その他
御陵 義寛（みささぎ よしひろ）
真世の父親。虚惑星対策特別委員会委員長にして、参議院議員。
メイヴェル・シュリニヴァーサ・チャンドラー
虚惑星を発見したチャンドラー博士の娘。14歳にしてUNPIEP本部、国連代表監査官を務める。
舎人（とねり）
本馬技研ロボット研究室主任。日伊のハーフで、鼎からはマエストロと呼ばれている。誰もが認める変人。藤森稚鮎と昔なじみでパーティを組んで虚惑星を探査していた経験がある。虚惑星で使ったほむらの魔法に興味を持っている。
赤土（あかど）
本馬技研本社からの出向社員。ロボット研究室の様々な雑務をこなす。
路灯 沙毬（ろと さまり/lot samari）
本間技研が開発した精霊石を組み込んだ介護用ロボットで、雨乃の後続機。雨乃の妹に当たるロボット。鼎が付けた名前で、何かのアナグラムであるらしい。見た目はまだ七、八歳程度で、ざくろ石のような瞳をしている。自立し思考しているが感情の成長速度が遅く、雨乃のように豊かな感情表現はまだできていない。

## 用語
虚惑星（ヌテラ）
インドの天才数学者・チャンドラー博士の予想によって発見された惑星。正式名称イマジナリーアース。通称ヌテラ。その大きさは木星とほぼ等しく、ベーグルと呼ばれる土星のような環と多数の衛星を有する。多くの動物や遺跡が発見されているものの、知的生命体との遭遇は報告されていない。時間経過は地球の6倍。訪問には転送環（リング）が必要で、ヌテラに転送された人間は体質が大きく変化したり魔法が使えるようになる。
探検部
虚惑星の探索・開拓を主な活動内容とする部活動。入部資格があり、【C】以上のIE反応、身を護れる程度の身体能力、保護者の許可を必須条件としている。その探索内容や成果は国家機密扱いとなり、当然部員全員には守秘義務が課せられている。青藍学園の部室棟は天体観測ドームのついた研究所のような施設となっており、部員でも勝手には出入りできないほど厳重な警備システムが張られている。探検部を有する学校は国内で十三校、日本全国の探検部調査官総数は九十六名となっている。毎年夏に西表島でサマー・アセンブリという国内規模の合同集会が開催される。
IE反応
ヌテラ訪問のために必要不可欠な反応。現在IE反応が確認されているのは7歳から19歳までで、その年齢にあってもIE反応があるとは限らない。反応はIE適性試験によって【数値：アルファベット】で表される。数値は二次曲線であり高いほど優秀。アルファベットの方はA〜Eの五段階で診断される、【E】はIE反応なし。【D】はIE反応のみあり。【C】は野外活動または格闘技経験あり。【B】は魔法適性あり。【A】は【B】【C】両方あり。

## 書籍情報
1. ファイヤーガール1 虚惑星の魔法使い 上巻　（2012年12月29日発売）
2. ファイヤーガール1 虚惑星の魔法使い 下巻　（2012年12月29日発売）
3. ファイヤーガール2 白嶺の幻肢虎 上巻　（2013年7月16日発売）
4. ファイヤーガール2 白嶺の幻肢虎 下巻　（2013年12月29日発売）
5. ファイヤーガール設定資料集 エクスプローラーズ・ガイド　（2014年8月15日発売）
6. ファイヤーガール3 青銅の巨人 上巻　（2014年12月5日発売）
7. ファイヤーガール3 青銅の巨人 中巻　（2015年8月14日発売）
8. ファイヤーガール3 青銅の巨人 下巻　（2016年3月18日発売）